# ميغيل ريكاردو دي ألافا
ميغيل ريكاردو دي ألافا إي إسكيفيل (7 يوليو 1770 - 14 يوليو 1843) هو جنرال إسباني وسياسي شغل منصب رئيس وزراء إسبانيا في عام 1835. ولد في إقليم الباسك، في فيتوريا جاستيز في عام 1770. شارك ألافا في في كل من معركة الطرف الأغر ومعركة واترلو ، حيث كان يقاتل ضد البريطانيين في الأول ومعهم في الثانية.
خدم ألافا كمساعد بحري خلال فترة تحالف إسبانيا مع فرنسا، لكنه غير جانبه في عام 1808 عندما أقدم نابليون على غزو إسبانيا. عينه الكورتيس الإسباني مفوضاً (ملحقًا عسكريًا) في مقر الجيش البريطاني آرثر ويلزلي، المستقبل الذي نظر إليه باهتمام كبير، وجعله أحد مساعديه.
قبيل انتهاء الحملة، ترقى إلى رتبة عميد وخلال حملة واترلو عام 1815 أصبح ألافا هو السفير الإسباني في لاهاي في عهد الملك فيليم الأول ملك هولندا، مما سمح له بحضور كرة دوقة ريتشموند وأن يكون بجانب ويلينجتون خلال معركة واترلو.